# Bet-at-home.com
Společnost bet-at-home.com AG je skupina podniků působící v oblasti online hazardního hraní a online sportovních sázek, kterou v roce 1999 založili Jochen Dickinger a Franz Ömer. V květnu 2004 proběhla přeměna na akciovou společnost a od prosince téhož roku je společnost bet-at-home.com kótovaná na burze cenných papírů ve Frankfurtu. Skupina bet-at-home.com má kanceláře v Německu, v Rakousku, na Maltě a na Gibraltaru. Společnost je držitelem mezinárodních licencí pro online sportovní sázení, online kasina a hazardní hry prostřednictvím společnosti bet-at-home.com Holding Ltd. se sídlem v Mostě na Maltě. V letech 2011 až 1017 byla společnost držitelem licence na sportovní sázení a kasino vydané italským úřadem pro hazardní hry AAMS. V roce 2012 vydalo ministerstvo vnitra spolkové země Schleswig Holstein licenci pro poskytování a propagování sportovního sázení a kasina. Nejnověji, v roce 2014, získala společnost licence pro provozování online sportovního sázení a kasino her ve Velké Británii. V roce 2022 bylo odstoupeno od této licence. Od 1. srpna 2015 má bet-at-home.com také licencí pro sportovní sázení v Irsku. Dne 2. listopadu 2020 obdržela společnost, od vládního předsednictva v Darmstadtu, celostátní licenci na sportovní sázení pro Německo. Od roku 2009 je bet-at-home.com AG součástí „BetClic Everest SAS Group“, přední francouzské skupiny v oblasti online hazardních her a sportovního sázení. Paleta produktů zahrnuje sportovní sázky, live sázky a virtuálně. Celá nabídka je aktuálně k dispozici v 2 jazycích (Stav: prosinci 2024). V současnosti má společnost bet-at-home.com AG 5,8 milionů registrovaných zákazníků (Stav: prosinci 2024) a se svými propojenými podniky je aktivním zprostředkovatelem sázek především ve východní Evropě a v německy mluvících zemích.

## Historie společnosti
Společnost bet-at-home.com založili v prosinci 1999 v hornorakouském Welsu Jochen Dickinger a Franz Ömer. V březnu 2000 se internetová stránka bet-at-home.com rozběhla online. Na začátku nabídka zahrnovala výhradně internetové sportovní sázky. Dva měsíce po spuštění internetové stránky následovalo spuštění služby Livescore na adrese www.livescore.cc, což v roce 2002 vedlo k první přepracování internetové stránky bet-at-home.com. Další přestavba internetové stránky proběhla v souvislosti se startem online kasina v listopadu 2005. O rok později (2006) začala fungovat pokerová platforma. V roce 2008 začalo další rozšíření nabídky, které přineslo start nového online kasina. Brzy nato, v červnu 2009, spustila společnost bet-at-home.com sekci Her. Od září téhož roku jsou při příležitosti různých sportovních akcí nabízeny i Live sázky.
Společnost, v roce 1999 založená jako společnost s ručením omezeným, zvýšila v květnu 2004 svůj kapitál a přeměnila se na akciovou společnost. Ještě v prosinci téhož roku vstoupil koncern na burzu. V dalších letech následovala další zvýšení kapitálu. V letech 2006 až 2009 měl koncern šedesátiprocentní podíl ve společnosti Racebets GmbH. Společnost bet-at-home.com AG je součástí člen „BetClic Everest SAS Group“, přední francouzské skupiny v oblasti online hazardního hraní a sportovních sázek, která v dubnu 2009 získala většinu hlasovacích práv. Akcie bet-at-home.com AG a.s jsou zalistovány na burze cenných papírů ve Frankfurtu, Xetra. V roce 2012 došlo ke změně z veřejně obchodovaných akcií na Entry Standard Frankfurtské burzy cenných papírů.
Dne 31. října 2012 rezignoval spoluzakladatel Jochen Dickinger na svou funkci a byl vystřídán Michael Quatember.
V dubnu 2013 byly spuštěny nové webové stránky. V historii společnosti se jedná o druhou změnu nabídky produktů na www.bet-at-home.com. V prosinci 2013 společnost spustila mobilní verzi stránek. V roce 2015 rozšířila společnost nabízené produkty o virtuální hry. V srpnu 2016 obdržela společnost povolení pro regulovaný trh Frankfurtské burzy pro cenné papíry. Proběhl přechod do tržního segmentu Prime Standard a dne 3. února 2017, se zařazením do SDAX.
V únoru 2017 byla v pokerovém softwaru spuštěna produktová skupina kasino her. V listopadu 2017 byla produktová řada „Hry“ nahrazena řadou „Vegas“ a spuštěna byla taktéž aplikace pro kasino. V červnu 2018 byla spuštěna aplikace pro sportovní sázení. Spuštěním nového kanálu eSports v září 2018, rozšířil poskytovatel on-line sázek svoji dosavadní nabídku.
V únoru 2023 byl spuštěn třetí obnovený web na platformě známého poskytovatele EveryMatrix. 
S účinností od 21. února 2022 byl do představenstva bet-at-home.com AG jmenován pan Marco Falchetto. Franz Ömer a Michael Quatember opustili výkonnou radu na vlastní žádost na konci února 2022. Marco Falchetto odstoupil z funkce člena výkonné rady s účinností k 31. květnu 2025. Jeho nástupcem byl dozorčí radou jmenován Claus Retschitzegger.
V prosinci 2022 skupina opět získala koncesi na sportovní sázení a virtuální výherní automaty v Německu.

## Struktura společnosti

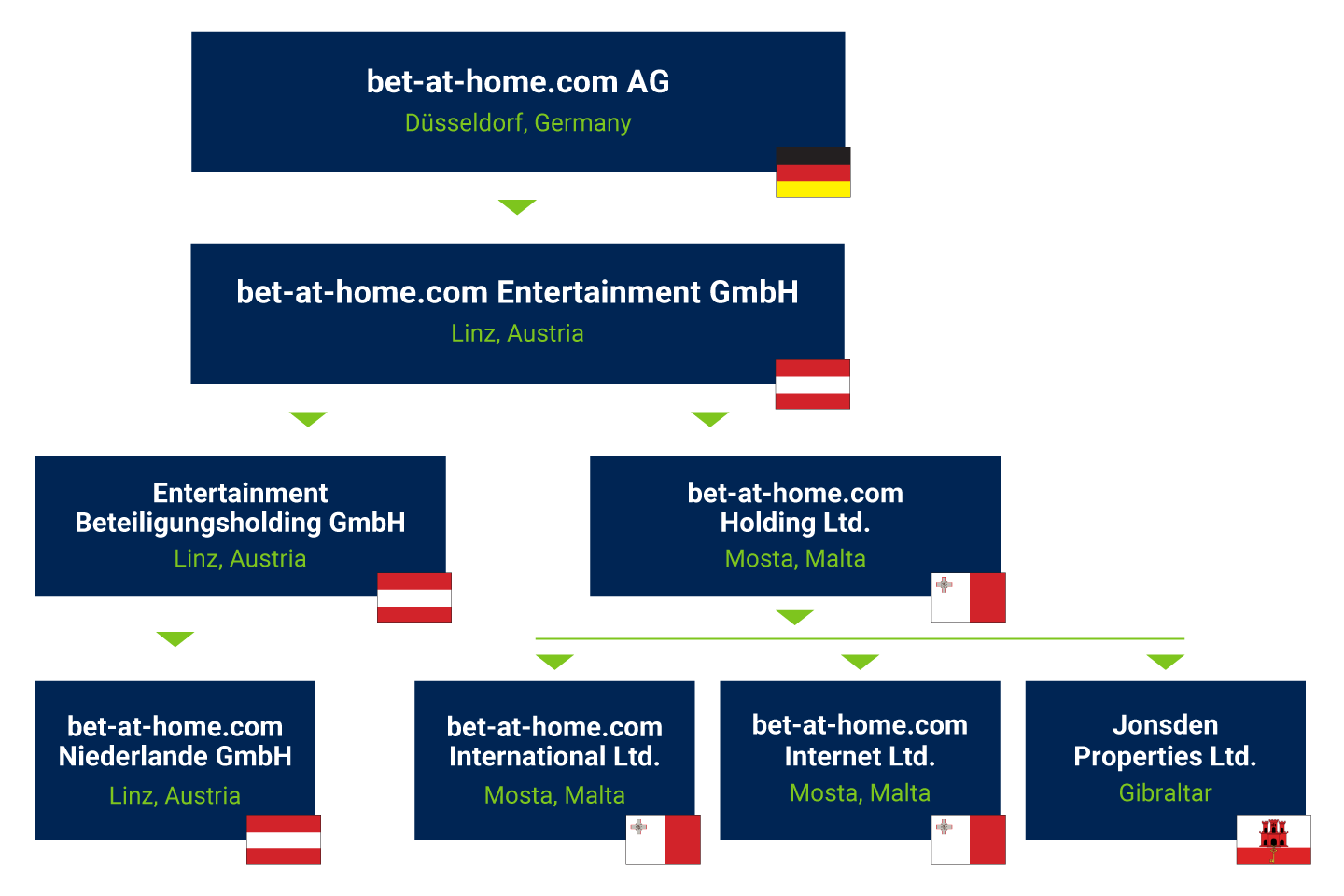
Podniková struktura skupiny bet-at-home.com

Společnost bet-at-home.com AG se sídlem v Düsseldorfu přebírá holdingovou funkci pro kotaci akcií společnosti bet-at-home.com na burze cenných papírů. Společnost je stoprocentním vlastníkem společnosti bet-at-home.com Entertainment GmbH. Společnost sídlí v Linci a je zodpovědná především za neustálý transfer technologií v rámci skupiny. Prostřednictvím firmy bet-at-home.com Holding Ltd. se sídlem v Mosta na Maltě vlastní společnost mezinárodní licence pro online sportovní sázení a licence pro online hazardní hry a kasino. 
S Betclic Everest Group SAS a jejím podílem 53,9 % má společnost stabilního a dlouhodobě orientovaného hlavního akcionáře. Betclic Everest Group, se sídlem v Paříži (Francii), je evropská skupina, která investuje do online herních společností. Société des Bains de Mer (SBM) se sídlem v Monaku (ISIN: MC0000031187) a LOV Group, kterou založil Stéphane Courbit se zaměřením na společnosti s rostoucím růstem a deregulací, vlastní rovné podíly v Betclic Everest Group SAS.
Management bet-at-home.com vlastní 1 % akcií, což vede k volnému obchodování 45,1 % (stav k 31. prosinci 2024).

## Sponzorství
bet-at-home.com je sponzorem mnoha sportovních klubů a svazů, i partnerem významných událostí v různých sportovních odvětvích.

### Fotbal
Ve fotbale byla společnost sponzorem mnoha klubů. V Německu od roku 2011 až 2021 vystupovala jako premium partner klubu FC Schalke 04 a od roku 2015 až 2018 jako hlavní sponzor Herthy BSC. V sezónách 2011/12 a 2012/13 podporovala sázková kancelář také kluby Borussia Mönchengladbach a FC St. Pauli. V Rakousku byl online bookmaker dlouhodobým sponzorem FK Austria Vídeň (2007-2021). Od července 2018 až do července 2021 probíhalo partnerství s FC Red Bull Salzburg. V Další partnerství bylo uzavřeno s těmito kluby: SV Ried (2002–2018), FC Blau Weiß Linz (2009–2013), SCS bet-at-home.com (2006–2007), Wisła Kraków (2006–2007), RCD Mallorca (2010–2012).
Sázková společnost byla v roce 2019 partnerem poháru Audi Cup v Mnichově, tak jako byla zastoupena i na úrovni turnajů jako je například Emirates Cup, prestižní přípravný turnaj v Londýně (2009, 2010). V letech 2008 a 2009 bylo bet-at-home.com partnerem bulharské fotbalové asociace. Společnost měla LED bannery a stálé bannery v Evropské lize lize, v kvalifikaci na Ligu mistrů a vybraných kvalifikačních zápasech na EURO 2012 a 2016, stejně tak jako na Mistrovství světa 2014.

### Tenis
V tenise vystupuje bet-at-home.com jako sponzor již od začátku: Od roku 2006 až 2020 byla společnost partnerem ženského turnaje WTA v Linci. Mezi lety 2011 a 2014 byla dokonce hlavním partnerem bet-at-home.com Cup v Kitzbühelu a stejně tak tomu bylo od roku 2011 do roku 2015 při bet-at-home Open v Hamburku. Společnost také podporovala různé lokální tenisové aktivity, jako jsou například Bavorská regionální asociace a mnohé rakouské regionální asociace.

### Házená
bet-at-home.com se dlouho angažovala také v házené, jako sponzor EHF Champions League mezi lety 2009 a 2014, Mistrovství světa 2009 a evropských šampionátů v letech 2010 a 2012. V současné době je společnost sponzorem německého bundesligového týmu SG Flensburg-Handewitt, dříve spolupracovala s maďarským klubem MKB Veszprém. Španělská top liga ASOBAL League byla dlouho považována za jednoho z partnerů společnosti. Na mezinárodní úrovni jsou bývalými partnery sázkové společnosti český házenkářský svaz a rumunský házenkářský svaz.
bet-at-home.com doprovázela český národní tým na Mistrovství Evropy v Srbsku roku 2012.

### Basketball
Sponzorstvím německé Bundesligy ALBA BERLIN v sezóně 2019/20 byla společnost bet-at-home.com poprvé zastoupena také v basketbalu. V sezónách 2020/21 a 2021/22 byl poskytovatel sázek generálním partnerem bet-at-home bas-ketbalové superligy.

### Plážový volejbal
bet-at-home.com také rozšířila své sponzorské aktivity pro oblast plážového volejbalu. V roce 2019 tak byla společnost zastoupena jak partner Mistrovství světa v Hamburku, tak jako na Vienna Major.

### Zimní sporty
Na Světovém poháru alpského lyžování žen byla společnost zastoupena v roli sponzora v sezóně 2019/20 v Garmisch-Partenkirchenu. Na Mistrovství světa v jízdě na saních 2019 byla bet-at-home.com jedním ze čtyř hlavních sponzorů. V ledním hokeji je poskytovatel sázkových služeb od sezóny 2020/21 do 2021/22 titulním partnerem rakouské hokejové Bundesligy, bet-at-home ICE Hockey League. V minulosti vystupovala společnost bet-at-home.com jako dlouholetý sponzor (2006–2016) rakouského klubu Black Wings Linz. V České republice byla několik let generálním partnerem HC Sparta Praha, v sezóně 2011/12 poté hrál s jejím logem na dresu hokejový tým HC Plzeň a v sezóně 2013/14 německý tým kolínských Žraloků. Ve slovenské extralize spojila své síly před sezonou 2009/10 s mužstvem HC Košice. Na mezinárodní úrovni byla v roce 2011 oficiálním partnerem Mistrovství světa v ledním hokeji. V roce 2019/20 byla bet-at-home.com partnerem Hokejové ligy mistrů. VStejně jako v sezóně 2007/08, byla bet-at-home.com oficiálním partnerem závodu Turné čtyř můstků v letech 2011/12, 2012/13 a 2013/14, 2020/21, tak jako 2021/22 a 2022/23. Navíc v průběhu sezóny 2011/12, byl bet-at-home.com podruhé oficiálním sponzorem FIS Team Tour v Německu. Mimo to byla sázková kancelář oficiálním partnerem tří světových pohárů v Harrachově. Kromě toho byla společnost oficiálním partnerem bulharského národního mužstva ve skocích na lyžích. bet-at-home.com byla sponzorem Světového poháru žen 2019/20 v Oberstdorfu.
Jako spolupracující partner byla firma zastoupena i na světových šampionátech v klasickém lyžování – mimo jiné v roce 2009 na Mistrovství světa v Liberci a v roce 2013 ve Val di Fiemme.